# Мохамед Брахими
Мохамед Амин Брахими (на френски: Mohamed Amine Brahimi) е френски футболист, който играе на поста дясно крило.

## Кариера

### Царско село
На 6 август 2020 г. Брахими подписва с Царско село. Прави дебюта си на 17 август при равенството 0–0 като домакин на Монтана.

### Пирин (Благоевград)
На 28 май 2021, Мохамед е обявен за ново попълнение на благоевградския Пирин. Дебютира на 24 юли при загубата с 2–1 като гост на Ботев (Пловдив).

### Ботев (Пловдив)
На 8 януари 2022 г. преминава в отбора на Ботев (Пловдив). Записва своя дебют на 18 февруари при победата с 0:2 като гост на Арда.